# Новопавлівка (Пологівський район)
Новопа́влівка — село в Україні, у Оріхівській міській громаді Пологівського району Запорізької області. Населення становить 741 осіб (2001 р.).

## Географія
Село Новопавлівка розташоване на лівому березі річки Кінська, вище за течією на відстані 1 км розташоване місто Оріхів, нижче за течією на відстані 0,5 км розташоване село Юрківка, на протилежному березі — село Таврійське. Річка в цьому місці звивиста, утворює лимани і стариці. Поруч пролягає залізнична лінія Запоріжжя II — Пологи, зупинний пункт Платформа 242 км.

## Історія
Село засновано у 1879 році під первинною назвою — Павлівка.
Під час організованого радянською владою Голодомору 1932—1933 років померло щонайменше 128 жителів села.
До 2016 року орган місцевого самоврядування — Новопавлівська сільська рада. 11 листопада 2016 року Новопавлівська сільська рада, в ході децентралізації, об'єднана з Оріхівською міською громадою.
12 червня 2020 року, відповідно до Розпорядження Кабінету Міністрів України від № 713-р «Про визначення адміністративних центрів та затвердження територій територіальних громад Запорізької області», увійшло до складу Оріхівської міської громади.
19 липня 2020 року, в результаті адміністративно-територіальної реформи та ліквідації Оріхівського району, село увійшло до складу Пологівського району.

## Населення
Згідно з переписом УРСР 1989 року чисельність наявного населення села становила 807 осіб, з яких 347 чоловіків та 460 жінок.
За переписом населення України 2001 року в селі мешкали 733 особи.

### Мова
Розподіл населення за рідною мовою за даними перепису 2001 року:
| Мова       | Відсоток |
| ---------- | -------- |
| українська | 92,31 %  |
| російська  | 7,42 %   |
| гагаузька  | 0,27 %   |

## Економіка
- ТОВ «Укрлан».
- КСП «Батьківщина».

## Об'єкти соціальної сфери
- Середня загальноосвітня ш

кола I—II ст.